# Gannett Peak
Der Gannett Peak ist mit 4207 Metern Höhe die höchste Erhebung im US-Bundesstaat Wyoming.

## Lage
Gannett Peak liegt im Westen des Fremont Countys, direkt an der Grenze zum Sublette County. Er ist sowohl die höchste Erhebung Wyomings als auch der höchste Punkt der Wind River Range, ein Gebirgszug der Rocky Mountains. Die Bergkette verläuft im Westen des US-Bundesstaates Wyoming von Nordwest in südöstliche Richtung und bildet auf einer Länge von rund 190 Kilometern einen Teil der kontinentalen Wasserscheide Nordamerikas sowie die südöstliche Grenze des Yellowstone-Nationalparkes.
Die Kammregion der Bergkette ist fast vollständig als Wildnis-Schutzgebiet ausgewiesen. Westlich der Wasserscheide liegt die Bridger Wilderness, im Nordosten die Fitzpatrick Wilderness und  im Südosten die Popo Agie Wilderness. Auf der Ostseite reicht die Wind River Indian Reservation, ein Reservat der Östlichen Shoshone und Arapaho-Indianer, bis zum Gipfelkamm.